# Tiberius Julius Alexander
Tiberius Julius Alexander (ook wel kortweg Tiberius Alexander genoemd) was procurator over Judea van 46 tot 48 na Chr. en Praefectus Alexandriae et Aegypti van 66 tot 69 na Chr.

## Afkomst en eerder ambt
Alexander stamde uit een belangrijke en zeer rijke Joodse familie in Alexandrië, die behoorde tot de stand van de equites. Zijn vader, Alexander de Alabarch, was een leidende persoon binnen de grote Joodse gemeenschap in Alexandrië. Verder beheerde hij de bezittingen in de provincia Alexandria et Aegyptus van Antonia Augusta, de moeder van keizer Claudius, en was hij een van haar vaste financiële adviseurs. Tiberius Alexanders oom was de filosoof Philo van Alexandrië. Anders dan zijn vader en zijn oom had Alexander zich echter afgekeerd van het jodendom omdat hij een carrière in de Romeinse politiek ambieerde. Voor een belijdend jood was dat niet mogelijk, mede in verband met de religieuze verplichtingen van een Romeins politicus. Bovendien waren er onder keizer Caligula zodanige spanningen geweest tussen Joden en Romeinen in Alexandrië, dat een politieke carrière voor Alexander alleen maar mogelijk was als hij het jodendom zou afzweren.
Alexanders' politieke carrière begon in het Egyptische Thebais, waar hij de functie van epistrategos had. Het procuratorschap over Judea was zijn tweede politieke functie.

## Omgang met de Joden
Alexander zag zijn benoeming in Judea als een kans hogerop te komen in de Romeinse politiek. Hij behandelde zijn Joodse onderdanen dan ook niet anders dan een procurator van Romeinse afkomst gedaan zou hebben. Andersom waren de inwoners van Judea hem ook niet welgezinder dan bij andere procuratoren uit deze periode. Ook Alexander kreeg te maken met toenemende anti-Romeinse sentimenten onder de bevolking. Met name had hij veel te stellen met de zonen van Judas de Galileeër. Hun vader had eerder, na de verbanning van Herodes Archelaüs toen Judea een Romeinse provincie werd met Coponius als praefectus, reeds leiding gegeven aan een opstand. Op last van Alexander werden Judas' zonen Jacobus en Simon gekruisigd.

## Omgang met de Herodianen
Via zijn familie kende Alexander al verschillende leden van de Herodiaanse dynastie voordat hij zijn ambt in Judea verkreeg. Zijn vader had destijds nauwe banden onderhouden met Herodes Agrippa I. Alexanders' broer Marcus Julius Alexander was eerder gehuwd geweest met Agrippa's dochter Berenice. Inmiddels was Marcus echter overleden en was Berenice de (tweede) vrouw van Herodes van Chalkis, die in de tijd dat Alexander procurator was het recht had de hogepriester in de Joodse tempel in Jeruzalem te benoemen en daardoor indirect ook in Judea veel invloed kon uitoefenen.

## Hongersnood
Tijdens Alexanders' bewind werd Judea geteisterd door een zware hongersnood. Het was te danken aan de interventie van koningin Helena van Adiabene dat er verlichting kwam: zij kocht grote hoeveelheden graan in Egypte en gedroogde vijgen in Cyprus. Het lijkt erop dat Alexander hiertoe zelf niet in staat was bij gebrek aan middelen.

## Opvolging en carrière tot 66
In 48 na Chr. werd Alexander opgevolgd door Ventidius Cumanus. Over Alexanders' latere carrière is tot 66 na Chr. niet veel bekend. Wel is duidelijk dat hij in 63 een belangrijke functie had in het leger dat onder Corbulo tegen de Parthen ten strijde trok en betrokken was bij onderhandelingen.

## Praefectus Alexandriae et Aegyptien latere carrière
In 66 werd Alexander benoemd tot Praefectus Alexandriae et Aegypti, een functie met veel aanzien, waarbij twee legioenen onder zijn bevel stonden. Ook nu spaarde hij zijn volksgenoten niet. Toen onder invloed van de Joodse Opstand onlusten plaatsvonden in de Joodse gemeenschap in Alexandrië, richtten Romeinse troepen er op bevel van Alexander een slachting aan.
In de burgeroorlog die het Romeinse Rijk in de jaren 68-69 teisterde, koos Alexander al vroeg partij voor Vespasianus, nog voordat duidelijk was dat deze serieus kans maakte op het principaat. Terwijl Vespasianus in Rome zijn opwachting maakte, stond Alexander zijn zoon Titus bij tijdens de inname van Jeruzalem (70 na Chr.). Hij had daar de functie van praefectus praetorio, het hoogste wat iemand uit de stand van de equites kon bereiken.
Over het verdere leven en het levenseinde van Tiberius Alexander is niet veel bekend.